# Wilhelminapier
De Wilhelminapier is een hoogstedelijk gebied op de Kop van Zuid in Rotterdam.
Bestuurlijk valt het sinds 3 maart 2010 onder de deelgemeente Feijenoord (daarvoor onder Rotterdam Centrum).
Het langwerpig gebied is gelegen langs de Nieuwe Maas aan de voet van de Erasmusbrug en wordt sinds de eeuwwisseling gekenmerkt door hoogbouw en moderne voorzieningen. Nabij de Wilhelminapier is in 1997 het metrostation Wilhelminaplein geopend. Sinds 2001 bevindt het nieuwe Luxor Theater zich op de Wilhelminapier. Eind 2013 werd De Rotterdam, die ontworpen is door Rem Koolhaas opgeleverd. Dit gebouw is 150 meter hoog.

## Cruiseterminal
Vroeger was de Wilhelminakade, die over de gehele lengte van de pier loopt, een havenkade waarvandaan veel passagiersschepen naar Amerika vertrokken. De pier is een symbool geworden van de 19e- en 20e-eeuwse emigratie naar Amerika. De westelijke punt wordt het Koninginnehoofd genoemd. Hier staat sinds 2001 het grote gietijzeren beeld Lost luggage depot van de Canadese historicus en beeldend kunstenaar Jeff Wall als symbool van het afscheid dat emigranten hier namen van hun "vorige leven".
Hotel New York, het vroegere hoofdkantoor van de Holland-Amerika Lijn, is met zijn koperen gekoepelde torens een van de kenmerkende gebouwen. Na het vertrek van de HAL in 1971 werd een masterplan voor de herontwikkeling van het gebied ontworpen door Sir Norman Foster in 1992. Hij ontwierp in 2000 ook het World Port Center, de eerste hoogbouw die sindsdien het decor vormt achter Hotel New York.
In september 2014 deed de Oasis of the Seas, het grootste cruiseschip ter wereld, de scheepsterminal aan. Om schepen van deze omvang te kunnen ontvangen kreeg de terminal een nieuwe aanlegsteiger. Ook de rest van de Wilhelminapier wordt gemoderniseerd zodat er in de toekomst meer cruiseschepen kunnen aanleggen.

## Gebouwen op de Wilhelminapier
| Gebouwen | Kaart |
| --- | ----- |
| 1. Hotel New York 2. World Port Center 3. Montevideo 4. Cruise Terminal 5. Las Palmas 6. Pakhuismeesteren 7. 't Leidsche Veem 8. Toren op Zuid / KPN-gebouw 9. Nieuwe Luxor Theater 10. New Orleans / LantarenVenster 11. De Rotterdam |       |

## Straten op de Wilhelminapier
- Wilhelminakade
- Otto Reuchlinweg
- Westerdam
- Statendam
- Edam
- Prinsendam
- Holland Amerikakade
- Antoine Platekade
- Wierdsmaplein
- Landverhuizersplein
- Van der Hoevenplein

## Evenement
- Wereldhavendagen

## Foto's

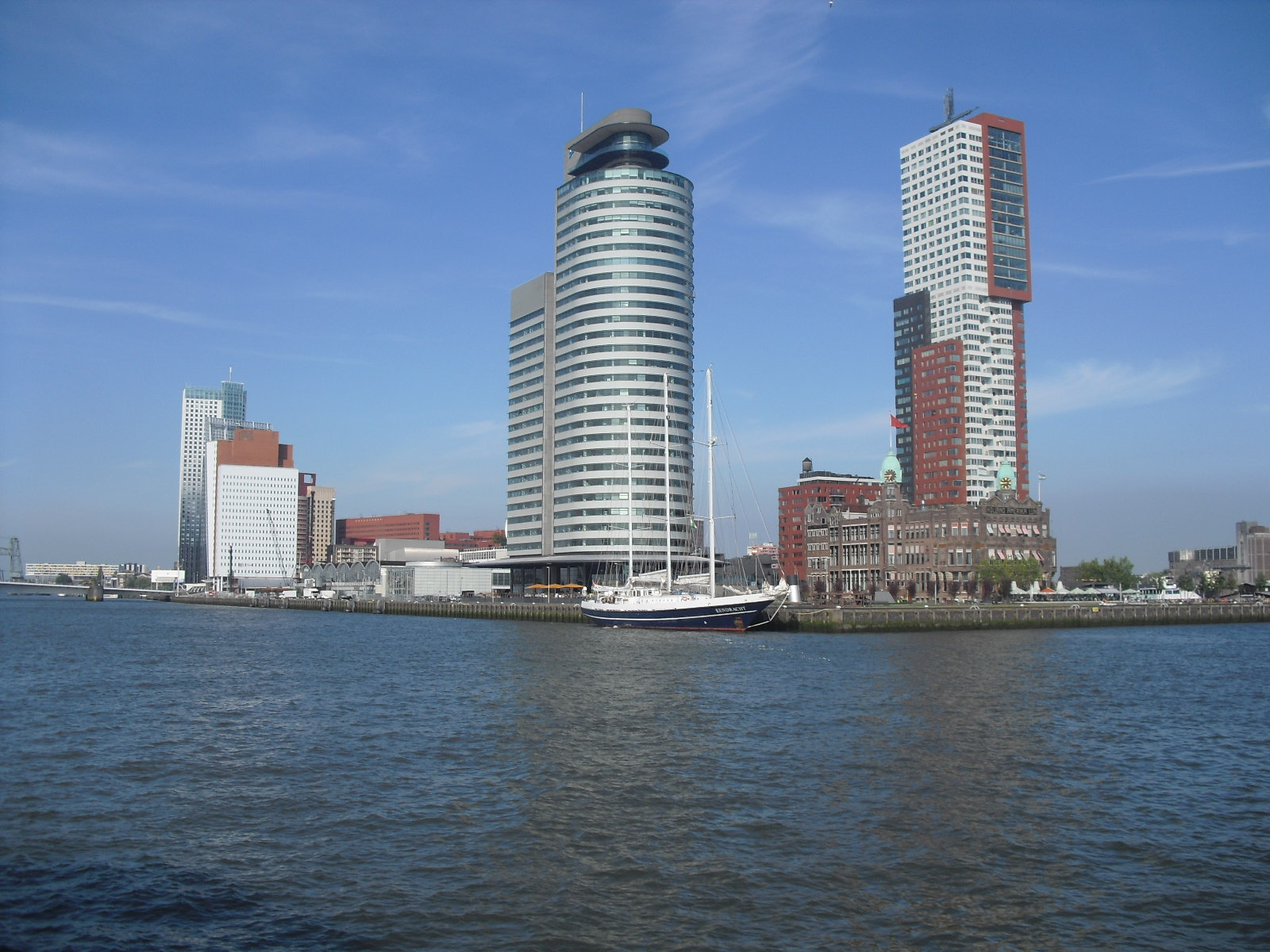
24 juni 2010
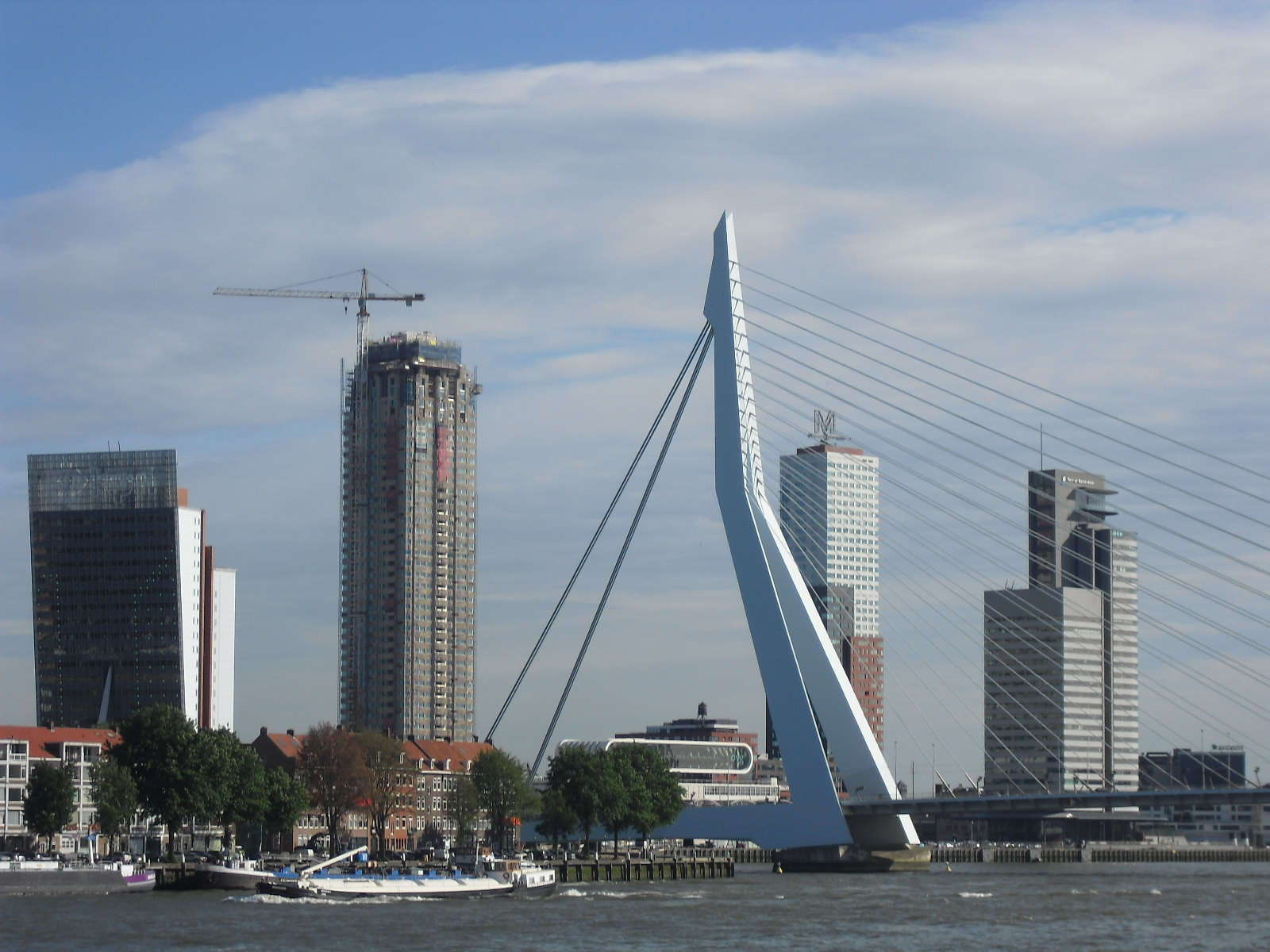
6 juli 2010
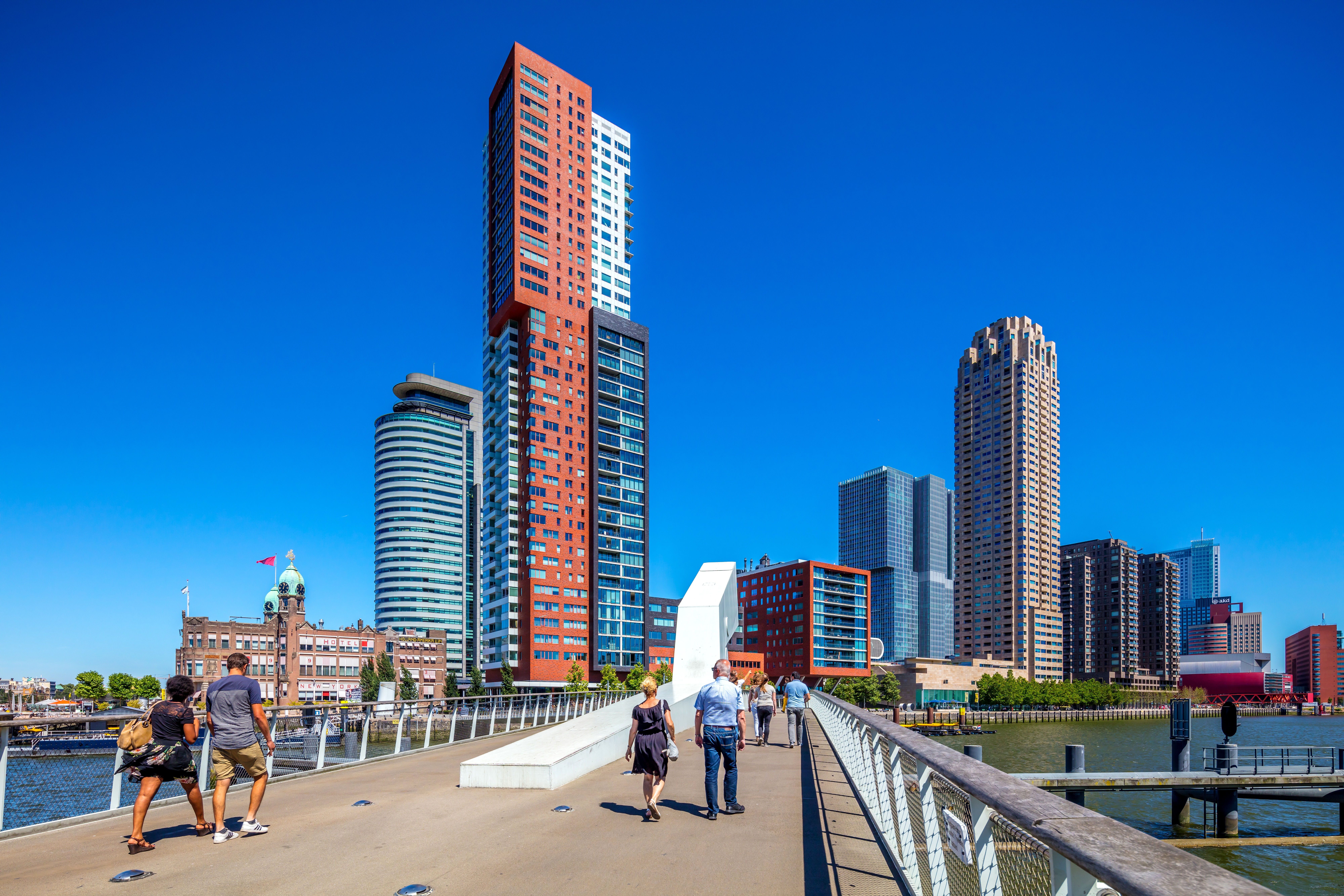
juli 2018
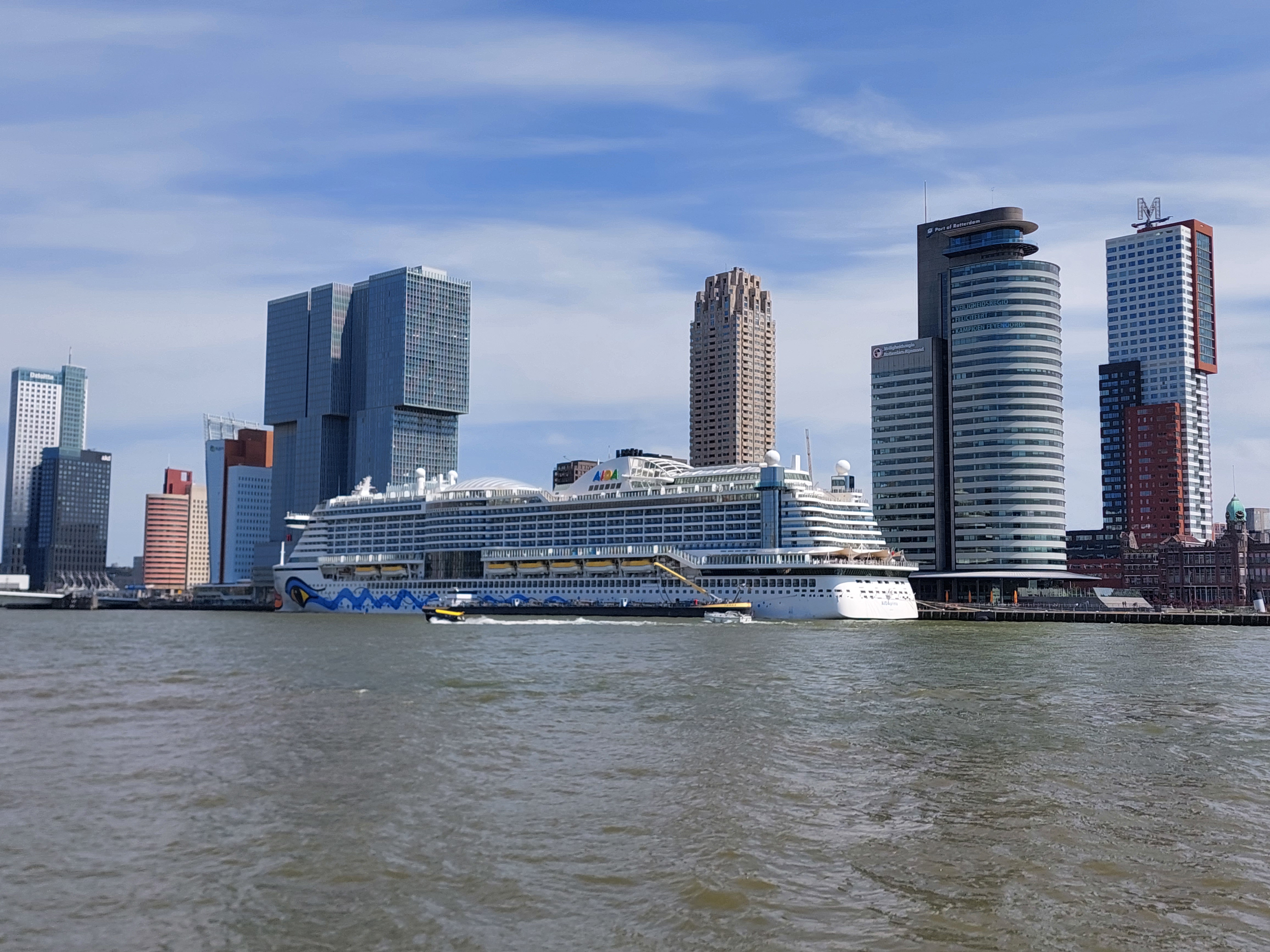
mei 2023